# Halfdan Mahler
Halfdan T. Mahler (ur. 21 kwietnia 1923 w Vivild, zm. 14 grudnia 2016) – duński lekarz.
W 1951 podjął pracę w Światowej Organizacji Zdrowia (WHO), w Indiach, w narodowym programie zwalczania gruźlicy.
W latach 1962–1969 był szefem jednostki zwalczania gruźlicy w centrali WHO w Genewie, a w 1970 został mianowany wicedyrektorem WHO.
W 1973, Dr Mahler został wybrany na trzeciego z kolei dyrektora generalnego WHO, a w 1978 i w 1983 na kolejne dwie pięcioletnie kadencje. Podczas jego kadencji WHO przyjęło w 1979 globalną strategię „Zdrowie dla wszystkich w 2000”. Został ponownie wybrany na dwie kolejne pięcioletnie kadencje w 1978 i 1983 roku. Pod rządami Mahlera, w 1979 roku, Trzydzieste Drugie Światowe Zgromadzenie Zdrowia zainicjowało Globalną Strategię na rzecz Zdrowia dla Wszystkich do Roku 2000. Strategia Mahlera „Zdrowie dla wszystkich do roku 2000” została skrytykowana jako zbyt szeroka i idealistyczna, a wraz ze zmieniającym się klimatem politycznym lat 80. opieka zdrowotna zaczęła zmierzać w kierunku bardziej selektywnych i opłacalnych podejść.
Mahler został pozostawiony samemu sobie, aby bronić bardziej holistycznego i integracyjnego podejścia do opieki zdrowotnej, a wraz z jego odejściem ze stanowiska dyrektora generalnego WHO straciła swój polityczny profil. Podczas epidemii AIDS w latach 80. przyznał, że WHO wolno reagowała na rozprzestrzenianie się choroby.
Po odejściu z WHO Mahler został dyrektorem Międzynarodowej Federacji Planowanego Rodzicielstwa. Opuścił to stanowisko w 1995 roku. Mahler zmarł w Genewie 14 grudnia 2016 roku w wieku 93 lat.